# Sieben Jahre zählen nicht
Sieben Jahre zählen nicht (Originaltitel: russisch Семь лет не в счёт, Sem let ne w stschjot) ist ein 1978 erschienener Roman der sowjetischen Autorin Lidija Iwanowna Beljajewa.

## Inhalt
Der Ingenieur Jewgeni Petrowitsch Prosorow kehrt nach siebenjähriger Arbeit als Markscheider in den Kohlengruben von Sachalin nach Moskau zurück, seine Frau Larissa Iwanowna sowie die achtjährige Tochter Aljona hat er während dieser Zeit nicht einmal gesehen. Durch das angesparte Geld konnte Larissa eine gut gelegene Wohnung anmieten und ansprechend ausstatten. Während seine Schwiegereltern über die Rückkehr glücklich sind, fühlt sich Jewgeni gegenüber Frau und Kind fremd. Am Abend gesteht ihm Larissa ohne Umschweife, dass sie eine Affäre mit einem anderen Hausbewohner hat. Er selbst leugnet jedoch, sich während seiner Abwesenheit mit einer anderen Frau eingelassen zu haben.
Nachdem Larissas Liebhaber Moskau verlässt und Jewgeni durch Vermittlung seines Studienkollegen Paschka eine neue Stelle erhält, scheinen sich die Verhältnisse zu stabilisieren. Bei Treffen mit Bekannten fühlt er sich aber wiederholt unwohl. In Gedanken lässt er immer wieder seine Kindheit in ärmlichen Verhältnissen bei der  alkoholkranken, alleinerziehenden Mutter, den Krieg, die Bekanntschaft mit dem verarmten, aber später berühmten Maler Gorelow sowie die Arbeit auf Sachalin Revue passieren. Außerdem plagt ihn stets das Gefühl, dass seine Umgebung ihn immer als Emporkömmling und nicht zugehörig betrachtete.
Zufällig lernt Jewgeni den älteren, versehrten Gatten von Larissas Kollegin Darja Sewastjanowa kennen und fühlt sich von ihm zutiefst beeindruckt. Der Mann, ein Dichter, lehnt bei Uneinigkeit mit dem Verlag sogar einen Abdruck seiner Werke ab, obwohl das Paar die Einnahmen dringend benötigt. Außerdem verzichteten sie aufgrund von Reiseplänen auf eine Genossenschaftswohnung. Jewgeni erinnert die Szene an die Musiklehrerin Olja, der er auf Sachalin die für ihn vorgesehene Wohnung überließ. Sie faszinierte ihn in der Folgezeit durch ihr energisches und engagiertes Auftreten, woraus sich eine Beziehung entwickelte. In ihr sieht Jewgeni nun das Gegenstück zu seiner Frau und ihrem passiven Wesen.
Wiederholte Versuche, Olja per Telegramm zu kontaktieren, schlagen fehl und so verfällt Jewgeni in eine persönliche Krise. Eines Nachts ruft er von einer Telefonzelle aus  Paschka an, der ihm aber nicht zuhören möchte. Daraufhin kontaktiert er Frau Ogorodnikowa, eine im Auswärtigen Dienst tätige Bekannte, die zwar bedingt Verständnis für seine Lage aufbringt, der er aber nicht die genauen Hintergründe zu erläutern vermag. Letztlich wählt Jewgeni die Nummer von Rjabow, seinem Vorgesetzten auf Sachalin, und spricht ohne Umschweife von seiner Beziehung zu Olja und ihrer daraus resultierenden Schwangerschaft. Er drängte sie zur Abtreibung und versprach im Gegenzug, bei ihr zu bleiben. Nach dem Eingriff lehnte Olja jedoch ein Zusammenleben mit ihm ab. Im Anschluss an sein Geständnis bemerkt der verzweifelte Jewgeni, dass er die Nummer nicht durchgewählt und daher nicht mit Rjabow, sondern nur mit sich selbst gesprochen hat.

## Ausgaben
Das Buch erschien erstmals 1978 in der Sowjetunion. Der Aufbau Verlag veröffentlichte noch im selben Jahr eine von Wolfgang Köppe übertragene deutschsprachige Ausgabe als Nr. 411 der Bb-Reihe. Eine zweite russischsprachige Auflage wurde 1982 herausgegeben.

## Rezeption
In einer Analyse zur Identitätsproblematik in der sowjetischen Prosa aus dem Jahr 1981  wurde das Werk als Beispiel für die Behandlung von Eheproblemen infolge der Entfremdung beider Partner in der poststalinistischen Literatur angeführt.

## Bezüge
In dem Roman werden mehrere Autoren und Werke genannt bzw. zitiert, so u. a. Alexander Puschkin, Waleri Brjussow und das Kinderbuch A Dog of Flanders.